# Náufragos de Selene
Os Náufragos do Selene  (no original, A Fall of Moondust) é um livro de Arthur C. Clarke publicado em 1961.
Selene é uma nave de turismo que, devido a um acidente na poeira lunar, submerge no Mar da Sede. Em seu interior vinte pessoas lutam para sobreviver à custa de todas as possiblidades.